# Anderson Batatais
Anderson Luis da Silva (* 22. Dezember 1972 in Batatais, São Paulo), auch bekannt als Anderson Batatais, ist ein ehemaliger brasilianischer Fußballspieler und aktiver -trainer.

## Karriere
Anderson spielte in seiner brasilianischen Heimat für den Grêmio Esportivo Sãocarlense und Etti Jundiaí. 2001 feierte er mit dem Verein die Drittligameisterschaft und den Aufstieg in die zweite Liga. 2003 unterschrieb er einen Vertrag beim japanischen Zweitligisten Albirex Niigata. 2003 feierte er mit dem Verein die Zweitligameisterschaft und den Aufstieg in die erste Liga. 2004 kehrte er nach Brasilien zurück und unterschrieb einen Vertrag bei CA Sorocaba. 2005 wechselte er zum Zweitligisten Paulista FC. Mit diesem gewann er als Kapitän der Mannschaft den Copa do Brasil 2005. Danach spielte er beim Erstligisten Coritiba FC. Am Ende der Série A 2005 stieg Coritiba in die zweite Liga ab. Von 2007 bis 2008 war er beim Zweitligisten AA Ponte Preta unter Vertrag. Ende 2008 beendete er seine Karriere als Fußballspieler.

## Erfolge
Paulista
- Série C: 2001
- Copa do Brasil: 2005

Albirex Niigata
- Japanischer Zweitligameister: 2003